# Campanile Basso
Guglia di Brenta (italsky Campanile Basso, v překladu malá zvonice) je populární skalní věž vypínající se v pohoří Brenta do výšky 2883 metrů nad mořem. Její sousední vrcholy jsou Campanile Alto a Brenta Alta.

## Geologie
Campanile Basso je tvořena dolomitem, třetihorní usazeninou blízkou vápenci.

## Okolí
Nejbližší horské chaty jsou Rifugio Tosa též zvaná Pedrotti a Rifugio Brentei. Na úpatí věže vede známá zajištěná cesta Sentiero delle Bocchette.

## Prvovýstup
O výstup na Campanile Basso se pokoušelo mnoho horolezeckých družstev. Podařilo se to zřejmě až dvojici Otto Ampferer a Karl Berger 18. srpna 1899. Podle některých zdrojů je možné, že se prvovýstup zdařil již dříve trojici Carlo Garbari, Antonio Tavernano a Nino Pooli 18. srpna 1897. Většina horolezeckých historiků však uvádí, že výstup nebyl dokončen na vrcholu a horolezci se vrátili po překonání Pooliho stěny.

## Cesty výstupů
Na vrchol Campanile Basso vede mnoho výstupových tras. Nejjednodušší a nejčastěji lezená je cesta prvovýstupců Via Normale (Via Ampferer) obtížnosti 4 UIAA. Další významné výstupy:
- Via Fehrmann 4+ UIAA (1908 Rudolf Fehrmann, Oliver Perry-Smith)
- Via Preuss 5- UIAA (1911 Paul Preuss)
- Via Graffer - Miotto 5+ UIAA (1934 Giorgio Graffer, Antonio Miotto)
- Via Fox 5+ UIAA (1937 Pino Fox, Louis Golser, Sandro Diestori, Rizieri Costazza)
- Via Maestri - Alimonta 6 UIAA (1969 Cesare Maestri, Ezio Alimonta)
- Via Rovereto 7 / 6+ A2 UIAA (1961 Armando Aste, Angelo Miorandi)